# Eisenpeutelhof
Der Eisenpeutelhof ist ein ehemaliger Gutshof in Sieghartskirchen, Niederösterreich.
Der gewüstete Hof befand sich in der Fundzone Mühlgstätte knapp südlich von Sieghartskirchen.
Am 15. August 1335 verkaufte der Landrichter Weichart von Toppel den Eisenpeutelhof an die Herzöge Albrecht II. und Otto, die gemeinsam das Herzogtum Österreich regierten.
Die Wüstung wurde 1983 zum Zweck der näheren topographischen Lagebeschreibung von Kurt Bors erforscht und kartographiert.